# 1282
Високе Середньовіччя •  Реконкіста •  Ганза •  Монгольська імперія

## Геополітична ситуація
Андронік II Палеолог є імператором Візантійської імперії (до 1328), а Рудольф I королем Німеччини (до 1291). У Франції править Філіп III Сміливий (до 1285).
Апеннінський півострів розділений: північ належить Священній Римській імперії, середню частину займає Папська область, південь належить Сицилійському королівству. Деякі міста півночі: Венеція, Піза, Генуя тощо, мають статус міст-республік.
Майже весь Піренейський півострів займають християнські Кастилія (Леон, Астурія, Галісія), Наварра, Арагонське королівство (Арагон, Барселона) та Португалія, під владою маврів залишилися тільки землі на самому півдні. Едуард I Довгоногий є королем Англії (до 1307), Вацлав II — Богемії (до 1305), а королем Данії — Ерік V (до 1286).
Руські землі перебувають під владою Золотої Орди. Король Русі Лев Данилович править у Києві та Галичі (до 1301), Роман Михайлович Старий — у Чернігові (до 1288), Андрій Олександрович Городецький — у Володимиро-Суздальському князівстві (до 1283). На чолі королівства Угорщина стоїть Ласло IV Кун (до 1290). У Великопольщі княжить Пшемисл II (до 1296).
Монгольська імперія займає більшу частину Азії, але вона розділена на окремі улуси, що воюють між собою. У Китаї, зокрема, править монгольська династія Юань. У Єгипті владу утримують мамлюки. Невеликі території на Близькому Сході залишаються під владою хрестоносців. Мариніди правлять у Магрибі. Делійський султанат є наймогутнішою державою Північної Індії, а на півдні Індії панують держава Хойсалів та держава Пандья. В Японії триває період Камакура.
Цивілізація мая переживає посткласичний період. Почала зароджуватися цивілізація ацтеків.

## Події
- Довмонт став князем Литви.
- Золоту Орду очолив Туда-Менгу.
- 31 березня на Сицилії вибухнуло повстання проти французів, що увійшло в історію під назвою «Сицилійська вечірня». Карла I Анжуйського змусили покинути острів. Повсталих підтримувала Візантія та Арагонське королівство. Розпочалася війна, внаслідок якої Сицилія відійшла до Арагону.
  - У вересні королем Сицилії проголошено арагонського короля Педро III.
  - Папа римський Мартин IV відлучив Педро III від церкви.
- У Флоренції через своїх представників пріорів владу захопили торгові цехи.
- Штирію, Каринтію, Крайну та Фріулі знову включено до складу Австрійського герцогства, яке король Німеччини Рудольф I віддав своїм синам Альбрехту та Рудольфу II. Сам Рудольф I зробив Відень своєю резиденцією.
- Девід ап Грифід, брат валлійського князя Ллівеліна ап Грифіда, напав на англійський замок, чим спровокував вторгнення військ короля англійців Едуарда I Довгоногого й завоювання Уельсу Англією.
- Імператором Візантії став Андронік II Палеолог. Він відмовився від унії з Римом, узгодженої на Другому Ліонському соборі.
- Після смерті Абаки ільханом Ірану став Текудер.
- Королем Сербії став Стефан Урош II Милутин. Новий король зумів відібрати у Візантії частину Македонії, зокрема Скоп'є.